# Uroleucon pachysiphon
Uroleucon pachysiphon är en insektsart som först beskrevs av Carl Julius Bernhard Börner 1950.  Uroleucon pachysiphon ingår i släktet Uroleucon och familjen långrörsbladlöss. Inga underarter finns listade i Catalogue of Life.